# 로저 콘버그
로저 데이비드 콘버그(영어: Roger David Kornberg, 1947년 4월 24일 ~ )는 미국의 생화학자이다. DNA의 유전 정보가 RNA에 전사되는 과정에 대한 연구로 2006년 노벨 화학상을 수상했다. 1959년 노벨 생리의학상을 수상한 아서 콘버그의 아들이다.

## 경력
콘버그는 영국 케임브리지 분자생물학 연구소에서 박사후 연구원이 되었고, 1976년 하버드 의과대학에서 생물화학 조교수를 거쳐 1978년 스탠포드 의과대학 구조생물학 교수로 현재의 직책을 맡았다. 2004년 콘버그는 생화학 연례 리뷰(Annual Review of Biochemistry)의 편집자로 활동했다. 연례 리뷰 이사회에서 활동하고 있다.